# Festival international du film de Thessalonique 1997
Le Festival international du film de Thessalonique 1997 fut la 38e édition du Festival international du film de Thessalonique. Elle se tint du 21 au 30 novembre 1997.

## Jury
- Président : Howard Feinstein
- Jurés :
  - Alexis Dermetzoglou
  - Mark Duursma
  - Annika Gustafsson
  - Susana Lopez
  - Bojidar Manov
  - Mateusz Werner

## Films sélectionnés
- En ouverture : The Full Monty
- En clôture :

## Palmarès
- Road to Nhill (en) de Sue Brooks : Alexandre d'or
- Somersault in a Coffin (en) de Derviş Zaim : Alexandre d'argent
- Paddy Breathnach (Irish Crime) : meilleur réalisateur
- 24 heures sur 24 (Shane Meadows et Paul Fraser) : meilleur scénario
- Lena Kitsopoulou (Aucune Sympathie pour le Diable (Καμιά Συμπάθεια για το Διάβολο)) : meilleure actrice
- Ahmet Ugurlu (Somersault in a Coffin) : meilleur acteur
- The Collector (Neitoperho) de Auli Mantila : prix artistique
- Müde Weggefährten de Zoran Solomun et Topless Women Talk About Their Lives de Harry Sinclair (en) : mention spéciale